# (5026) Martes
(5026) Martes (1987 QL1) est un astéroïde de la ceinture principale découvert le 22 août 1987 par A. Mrkos à l'observatoire Kleť. C'est le premier membre d'une famille de petits astéroïdes, nommée la famille de Martes.